# Ruine Rondchâtel
Die Ruine Rondchâtel ist eine Burgstelle auf einem Hügel bei Rondchâtel im Kanton Bern in der Schweiz.

## Beschreibung
Der Ortsname Rondchâtel deutet auf eine runde Burg hin, die vermutlich auf dem runden Hügel stand. Man vermutet, dass früher dort ein römisches Kastell stand. Bei den 1995 durchgeführten Sondiergrabungen durch den Archäologischen Dienst des Kantons Bern fand man jedoch keine Spuren. Einzig eine terrassierte Abstufung um die Hügelkuppe kann auf einen Ringgraben hinweisen. Historische Nachweise auf die Existenz einer Burg fehlen.